# 데이비드 랭턴
데이비드 랭턴(영어: David Langton, 1912년 4월 16일 ~ 1994년 4월 25일)은 영국의 배우이다.

## 영화
- 암호 속의 미로 (1986년)
- 배스커빌가의 개 (1983년)
- 검찰측 증인 (1982년)
- 퀸테트 살인 게임 (1979년)
- 인크레더블 사라 (1976년)
- 더 웬즈데이 플레이 (1964년)
- 펌프킨 이터 (1964년)
- 성 잔 다르크 (1957년)